# Варгас, Ильдемаро
Ильдемаро Хосе Варгас (исп. Ildemaro José Vargas, 16 июля 1991, Карипито) — венесуэльский бейсболист, шортстоп и игрок второй базы клуба Главной лиги бейсбола «Аризона Даймондбэкс».

## Карьера
Ильдемаро Варгас родился 16 июля 1991 года. В 2008 году он в статусе международного свободного агента подписал контракт с «Сент-Луис Кардиналс». В фарм-системе команды Варгас продвинулся до уровня АА-лиги, но весной 2015 года был отчислен из клуба. Оставшуюся часть года он провёл в команде независимой Атлантической лиги «Бриджпорт Блуфиш». Осенью Варгас подписал контракт с «Аризоной».
В 2016 году он играл на уровнях АА и ААА, отбивая с показателем 30,5 %. В основном Ильдемаро задействовали на второй базе, но он также играл на местах шортстопа и на третьей базе. Сезон 2017 года он также начал в ААА-лиге в составе «Рино Эйсиз». В конце июня Варгас впервые был вызван в основной состав «Даймондбэкс» и дебютировал в Главной лиге бейсбола в матче против «Кардиналс». До конца чемпионата он сыграл в 12 матчах.
Закрепиться в стартовом составе Варгас не смог и в 2018 году сыграл за «Аризону» только 14 матчей, отбивая с показателем 21,1 %. После завершения чемпионата он уехал в Венесуэлу, где играл в Зимней лиге за «Карденалес де Лара». Начало сезона 2019 года Ильдемаро провёл в основном составе, но уже 1 апреля был переведён в «Рино». Новый шанс в команде он получил после травмы Джейка Лэмба, но играл на бите неубедительно. Ещё один вызов в «Даймондбэкс» Варгас получил в конце августа. Всего в регулярном чемпионате он принял участие в 90 матчах, полностью сыграв в 30 из них. Он слабо играл против питчеров-правшей (24,3 %) и намного эффективнее против левшей (34,0 %). Общий показатель отбивания по итогам сезона составил 26,9 %. Всего в регулярном чемпионате 2019 года он сыграл в 92 матчах. Следующий сезон Ильдемаро начал с трёх хитов в двадцати выходах на биту. В начале августа «Аризона» выставила его на драфт отказов, а затем обменяла игрока в «Миннесоту». В «Твинс» он провёл менее месяца, сыграв в десяти матчах. В сентябре Варгас снова был выставлен на драфт отказов, после чего перешёл в «Чикаго Кабс». Он успел принять участие в шести матчах, отметившись одним хоум-раном. Двадцать первого сентября клуб внёс его в список травмированных до конца регулярного чемпионата.
Весной 2021 года в играх за «Кабс» Варгас выбил два дабла и набрал два RBI. Пятнадцатого мая он был выставлен на драфт отказов, после чего перешёл в «Питтсбург Пайрэтс». В составе «Питтсбурга» он сыграл семь матчей, 2 июня клуб обменял его в «Аризону Даймондбэкс».